# Gonville and Caius College

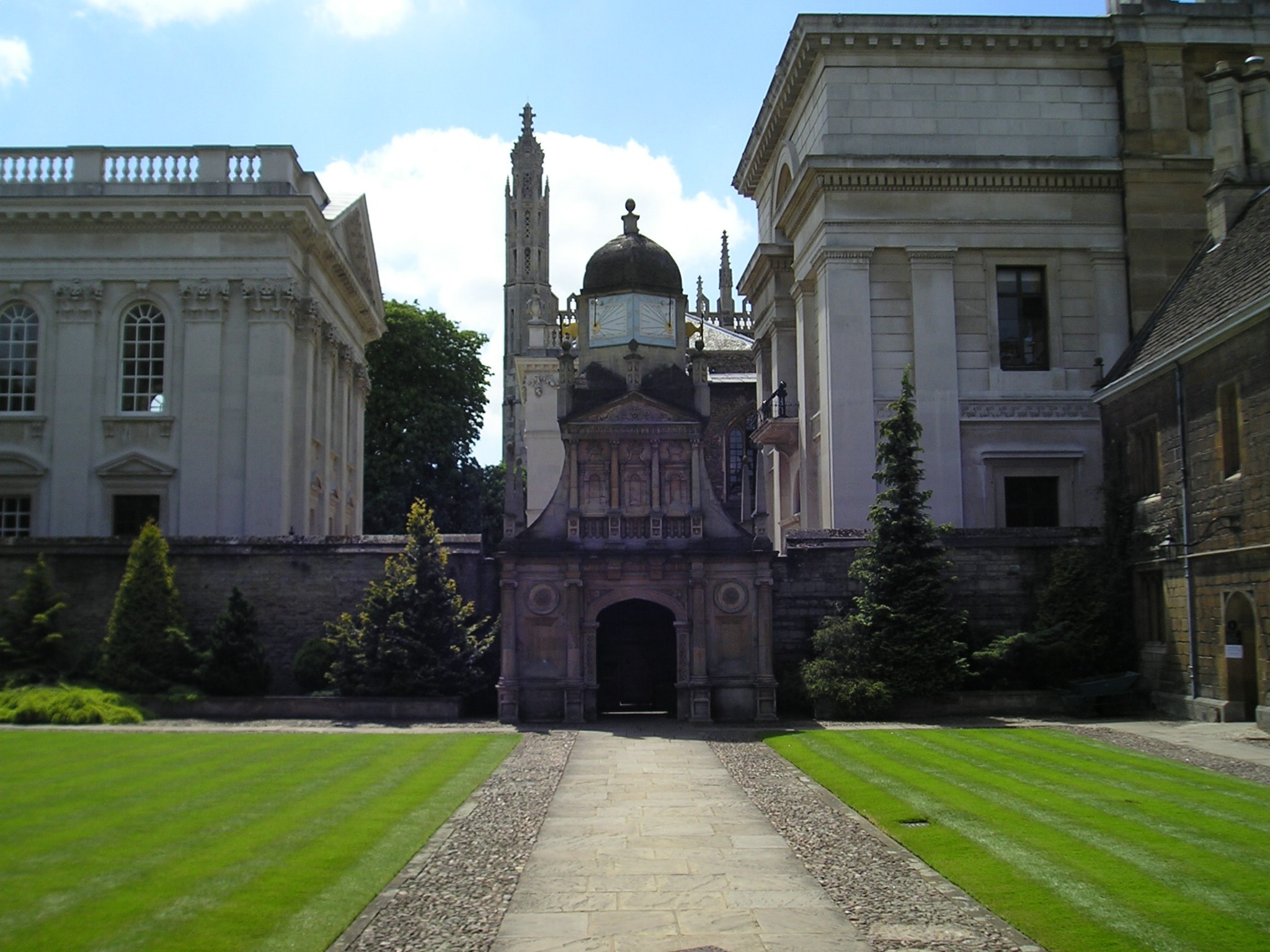
La Puerta de Honor.

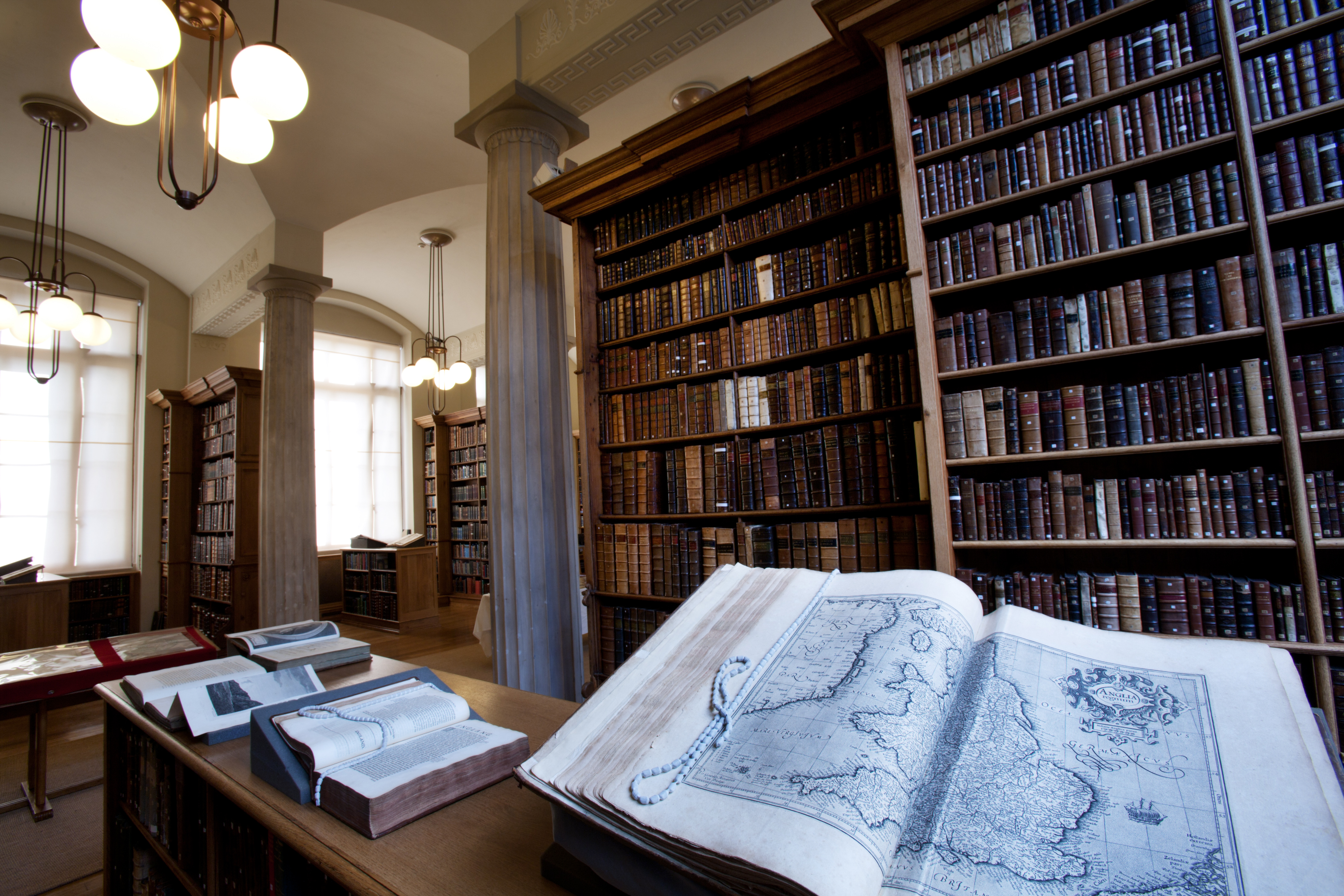
La biblioteca

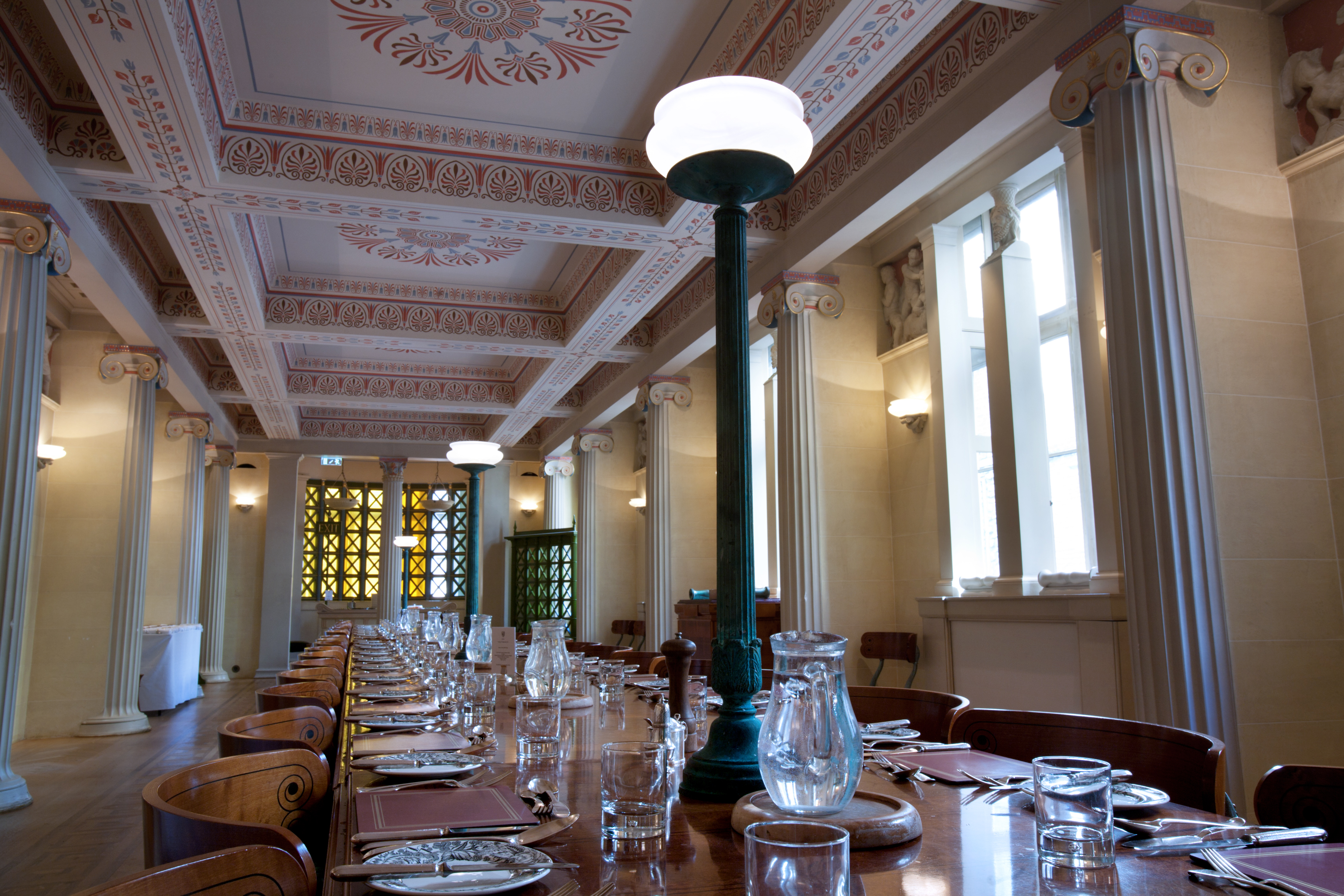
El comedor de los profesores.

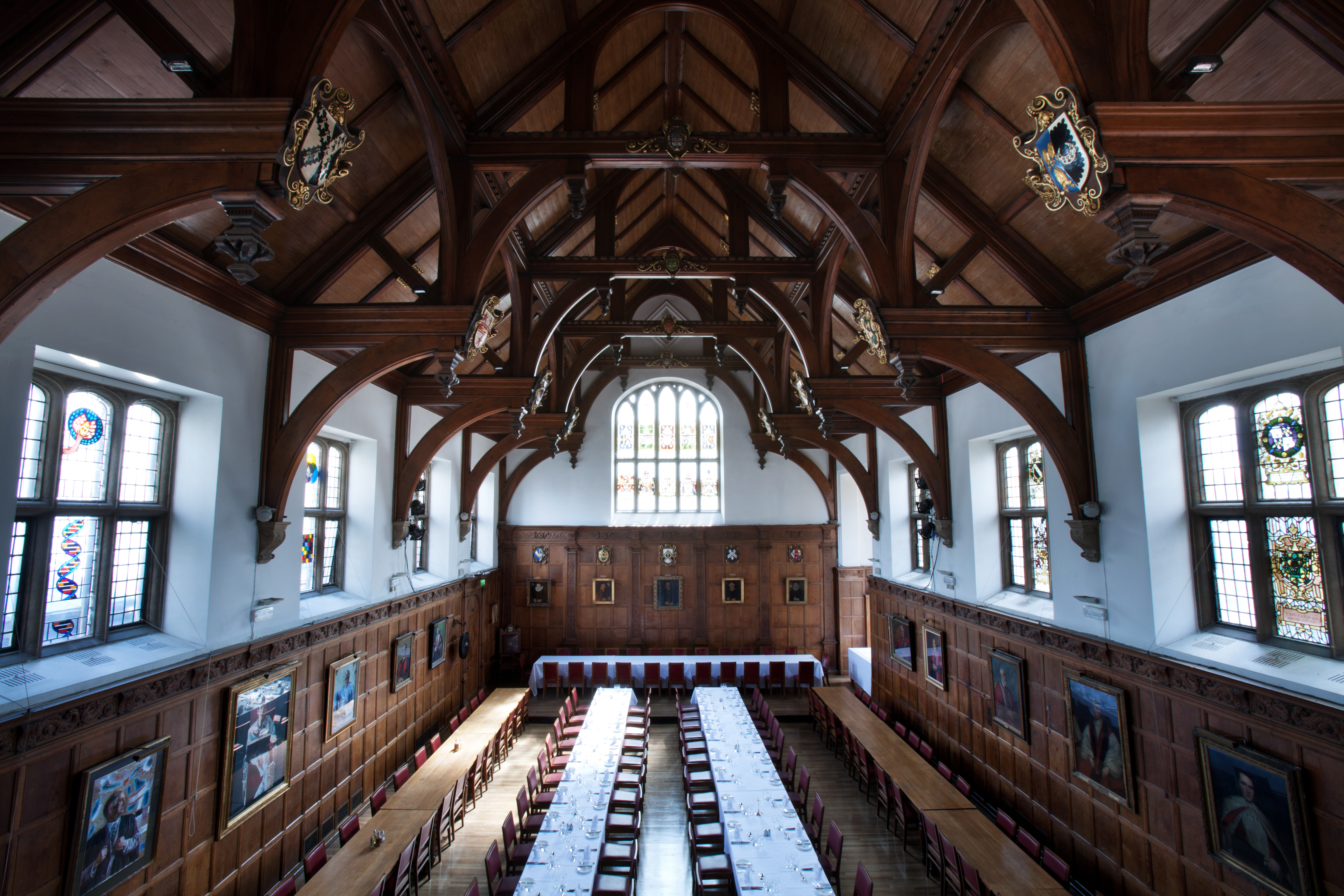
El comedor de los alumnos.

El Gonville and Caius College en Cambridge, normalmente referida como "Caius" (se pronuncia "KIS"), es un college que forma parte de la Universidad de Cambridge.
La mayor parte de la piedra utilizada en su construcción fue tomada de la Abadía de Ramsey en el Condado de Cambridge.
La escuela fue fundada con el nombre de Pabellón Gonville en 1348, siendo su fundador (Edmund Gonville) rector de Terrington. Posteriormente fue refundada en 1557 como Escuela Gonville & Caius en conmemoración del académico y médico John Caius, director de la misma desde 1559 hasta poco antes de su muerte en 1573. Durante su mandato, Caius consiguió importantes fondos para la escuela y extendió notablemente las edificaciones.
Esta escuela admitió por primera vez a una mujer como estudiante en 1979 y actualmente tiene cerca de 100 profesores asociados, más de 700 estudiantes y unos 200 administrativos.

## Notable gente
Entre sus estudiantes había trece ganadores del Premio Nobel.
- George Green - Matemático
- John Venn - Matemático e inventor de los diagramas que llevan su nombre.
- Charles Sherrington - Neurólogo y ganador del premio Nobel.
- James Chadwick - Físico, descubridor del neutrón y ganador del premio Nobel.
- Edward Adrian Wilson - Explorador que murió con Scott en el Antártico.
- Francis Crick - Biólogo, descubridor del ADN y ganador del premio Nobel.
- Ronald Fisher -- Biólogo y estadístico, fue estudiante entre 1909 y 1912.
- Nevill Mott - Físico teórico y ganador del premio Nobel.
- J. H. Prynne - Poeta británico moderno.
- David Frost - Periodista y escritor.
- William Harvey - Médico. Describió el Sistema Circulatorio.
- Stephen Hawking - Matemático y físico mundialmente conocido por su obra sobre los agujeros negros.[4]
- Sir Thomas Gresham, Comerciante y financiero inglés del siglo XVI, conocido por la Ley de Gresham, referente a la coexistencia de varias monedas.
- Thomas Fale - Médico y matemático inglés del siglo XVI.
- Sherlock Holmes - El famoso detective de ficción creado por sir Arthur Conan Doyle, estudió en este college de Cambridge tras pasar por el Christ Church College de Oxford.
- Mick Rock, fotógrafo, conocido para sus fotos de David Bowie, Lou Reed, Syd Barrett y Queen en los años 70